# Lepidosaphes granati
Lepidosaphes granati är en insektsart som beskrevs av Koroneos 1934. Lepidosaphes granati ingår i släktet Lepidosaphes och familjen pansarsköldlöss. Inga underarter finns listade i Catalogue of Life.